# Tackleberry
Tackleberry war eine von 2004 bis 2012 bestehende deutsche Hardcore-Punk-Band aus Kiel, Schleswig-Holstein.

## Geschichte
In der Hauptstadt des Bundeslandes Schleswig-Holstein gründete sich 2004 die Band Tackleberry. Nach Aussagen der Gruppe fand man sich aber nicht direkt – wie oft behauptet wird – über Anzeigen. Im gleichen Jahr brachte die Band die Demo The losers win it all someday heraus.
Besonders an den Gitarren kam es in der Folgezeit nach der Gründung der Gruppe zu einigen Umbesetzungen. 2006 wurden zwei Split-CDs, die Eine mit Cut..n..Run, die Andere mit The Force Within, veröffentlicht. Außerdem tourte die Gruppe zusammen mit What we feel durch die Ukraine und Russland.
Zwei Jahre später folgte mit Call me Green das erste Album der Band, das beim bekannten Hardcore/Punk-Label Zeitstrafe veröffentlicht wurde. Die Platte erhielt viel Beachtung im deutschsprachigen Raum und wurde oftmals sehr positiv bewertet.
Nachdem die Band 2008 mit Paint It Black und Trash Talk durch Deutschland, Österreich und die Tschechische Republik tourte, wurde bereits im Folgejahr das zweite Album Reinventing Appetite for Destruction herausgebracht, das die Band in Hardcore/Punk-Kreisen noch bekannter machte.
2009 ging die Tackleberry mit der ebenfalls aus Kiel kommenden Gruppe Smoke Blow auf Tour und veröffentlichte auch eine Split-CD mit diesen.
Am 5. August 2012 gab die Band auf ihrer Facebookseite bekannt, dass sie sich Ende 2012 auflösen wird und kündigte eine 7" sowie einige letzte Konzerte an. Heute spielen Mäxchen und Peder zusammen bei den Arterials, Aiko spielt Gitarre bei CHARTREUX, während Hannes bei den deutschsprachigen Bands Die Bullen und Affenmesserkampf als Sänger aktiv ist.

## Stil
Grundsätzlich lässt sich der Stil der Band mit klassischem Hardcore-Punk beschreiben. Charakteristisch ist neben den präzise gespielten Melodie- und Rhythmuslinen der Gitarren auch der Gesang von Sänger Hannes.
Die Band stellt ihren – zwar eigenen und modern wirkenden – Hardcore-Sound auch ganz bewusst in eine gewisse Linie klassischen Hardcore-Punks. Auf der MySpace-Seite der Band ist dazu zu lesen:

“[…]. Doing that, we anxiously try to get the Punk back in Hardcore. We feel there is a desperate need for that.”

Verglichen wird die Band etwa mit Paint It Black oder Kid Dynamite, aber auch mit From Ashes Rise Inhaltlich ist die Band stark (links-)politisch ausgerichtet und beschäftigt sich in ihren Texten oft mit antikapitalistischen und antifaschistischen Themen. Touren, wie 2006 für die russische Antifa, zeichnen ebenfalls das Bild einer politisch stärker engagierten Gruppe.
Beim Ox-Fanzine wird über die Einordnung der Band gesagt:

„Das heißt aber nicht, dass TACKLEBERRY jetzt irgendwelchen seelenlosen Mosh-Metal zelebrieren, der fälschlicherweise Hardcore genannt wird, sondern sie sind mehr denn je im Punk und klassischen US-Hardcore der Achtziger verwurzelt und scheuen auch Melodien und Singalongs nicht.“

## Diskografie

### Alben
- 2008 Call me Green, LP/CD (Zeitstrafe Records)
- 2009 Reinventing Appetite for Destruction, 12"/CD (Zeitstrafe Records)

### EPs/Splits/Demos
- 2004 The losers win it all someday, Demo
- 2006 Split-CD mit Cut..n..Run (Karma Mira)
- 2006 Split-CD mit The Force Within (Good Boys)
- 2009 Split mit Smoke Blow
- 2011 s/t (Zeitstrafe Records)